# Villeneuve XIII rugby league
Maillots
Actualités
Le Villeneuve XIII rugby league est un club français de rugby à XIII basé à Villeneuve-sur-Lot (Lot-et-Garonne) et présidé par le trio Patrick Mauri, Florent Kouassi et Franck Labeyrie.  L'équipe première, entraînée par Constant Villegas depuis 2022, évolue dans le Championnat de France nommé « Super XIII ».
Le club est créé en 1934, faisant partie des clubs pionniers du mouvement du rugby à XIII. Par son historique et son palmarès, le club villeneuvois est considéré comme l'un des clubs les plus prestigieux et fut réputé à plusieurs périodes pour jouer les premiers rôles sur la scène nationale. Premier vainqueur du Championnat de France lors de sa saison inaugurale en 1935, titre qui a été remporté à neuf reprises au cours de son histoire en le disputant de manière quasiment ininterrompue depuis sa création avant l'actuelle période de disette depuis 2004. Le club a remporté également à neuf reprises le titre de la Coupes de France dont il a disputé seize finales depuis 1934. Au regard de l'histoire du rugby à XIII français, seuls l'A.S. Carcassonne et le XIII Catalan ont pu faire mieux. Il a également pris part à cinq reprises à la Challenge Cup dont il a atteint les quarts-de-finale en 2001. L'échec de sa candidature pour intégrer le championnat professionnel, la Super League, au détriment des Dragons Catalans au milieu des années 2000 a obligé le club à diminuer ses ressources en se concentrant sur la formation et à connaître un recul dans la hiérarchie nationale. 
À travers son histoire, de grands noms du rugby à XIII sont liés au club tels que Max Rousié, Jean Galia, Marius Guiral, Maurice Brunetaud, Henri Durand, Antoine Jimenez, André Lacaze, Jacques Dubon, Jacques Merquey, Jean-Pierre Clar, Joël Roosebrouck, Max Chantal et plus récemment Fabien Devecchi, David Despin, Frédéric Banquet, Laurent Carrasco, Arty Shead, Jamal Fakir, Julien Rinaldi et Laurent Frayssinous.

## Histoire

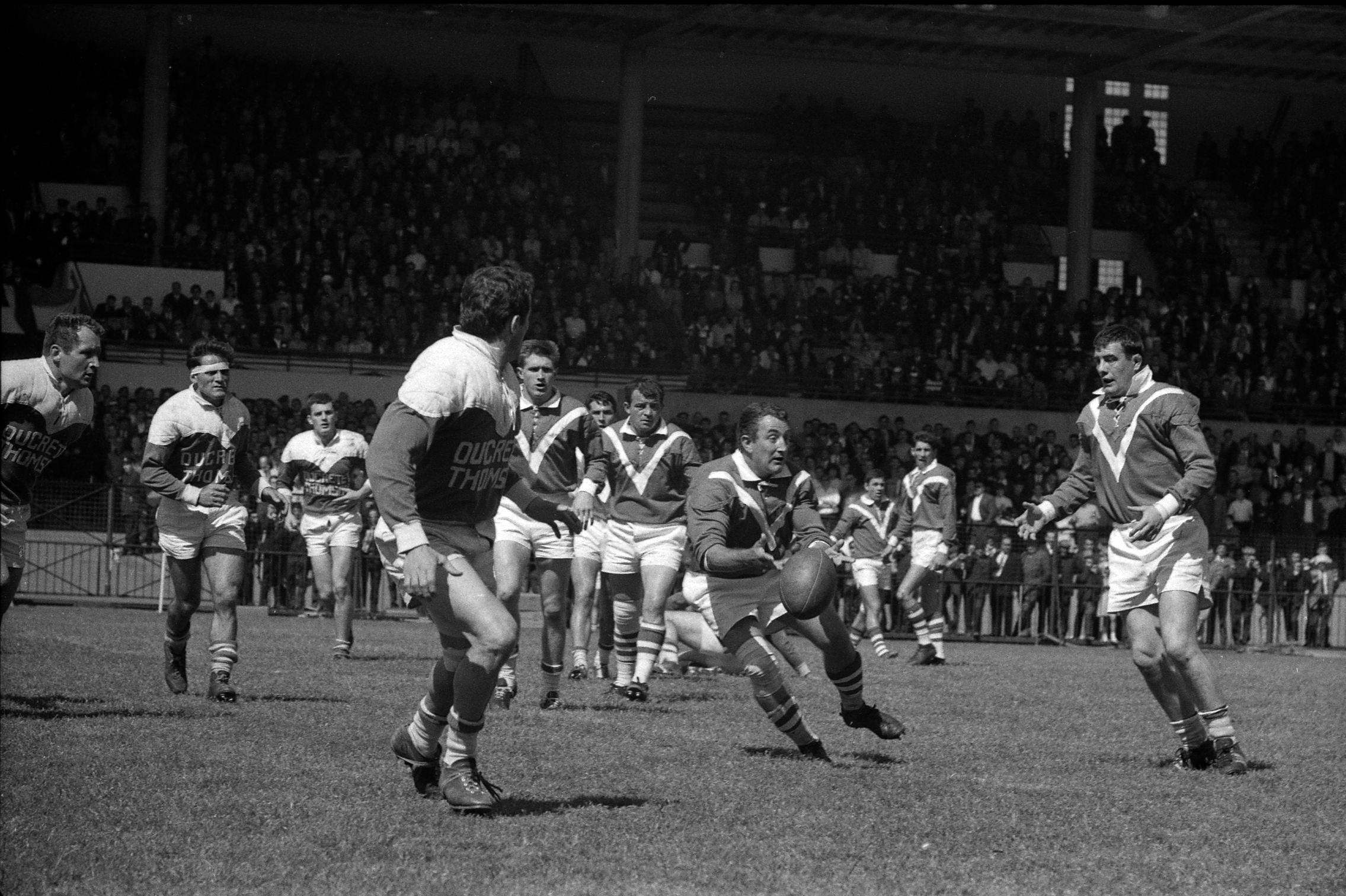
Finale 1964 de la coupe de France remportée par Villeneuve face au Toulouse olympique.

Le Sport athlétique villeneuvois XIII (SAV XIII) a été fondé durant les deux dernières semaines de mai 1934. C'est grâce tant à l'action du joueur international de rugby à XV Jean Galia, radié en janvier 1933 par la FFR, qu'à celle de la majorité des dirigeants de son club de rugby à XV, le Club athlétique villeneuvois (CAV XV), qui ont opté pour et basculé dans le rugby à XIII dont Jean Galia faisait la promotion.
Le SAV XIII est, pour le rugby à XIII français, à la fois le 1er club adhérent de statut semi-professionnel (plus communément dénommé professionnel par rapport à l'amateurisme marron du rugby à XV) et le 3e club adhérent pour aussi la pratique sous statut amateur que la Ligue Française de Rugby à XIII (fédération fondée le 6 avril 1934) enregistra (2 juin 1934). Dans le rugby à XIII français, il est aussi le 3e club constitué en France et le 1er club français qui fit une tournée en Angleterre (septembre 1934).
De nos jours, le SAV XIII est encore, avec le SA tonneinquais XIII actuellement dénommé Tonneins XIII, l'un des deux clubs doyens du rugby à XIII français.
Le SAV XIII remporte la 1re édition du championnat de France de rugby à XIII (saison 1934-1935) ainsi que la 3e édition du Trophée Lord Derby (saison 1936-1937).
Le rugby à XIII étant interdit en France, à partir d'octobre 1940, par la révolution nationale du régime de Vichy, le SAV XIII bascule dans le rugby à XV et devient l'Union Sportive Villeneuve XV (USV XV).

En octobre 1944, la France étant aux trois quarts libérée du joug du 3e Reich et du régime de Vichy, les dirigeants de l'USV XV (ex-SAV XIII) optent à nouveau pour le rugby à XIII sous le nom d'Union Sportive Villeneuve XIII (USV XIII).

En 1998 l'USV XIII prend comme surnom les Léopards d'Aquitaine. En 2005 le club fait faillite et, en août de la même année, une nouvelle association est créée : Villeneuve XIII Rugby League.
L'USV XIII connaît une période faste de 1996 à 2003, le club participant à toutes les finales du championnat de France sauf une. L'USV XIII remporte cinq titres de champion de France sur sept et, durant cette même période, remporte aussi quatre Trophées Lord Derby. Il remporte même l'unique édition du Treize Tournoi en 1998, en battant les Lynx du Lancashire en finale.
Le 11 mars 2001, l'USV XIII est le premier club français de rugby à XIII qui atteint et à l'honneur de jouer un 1/4 de finale de la prestigieuse Challenge Cup.
L'USV XIII est aussi le 1er club français de rugby à XIII qui a engagé dans son équipe un joueur russe de XIII, le demi de mêlée international Ouchillikos Novel, ce fut lors de la saison 2004-2005.
René Verdier, jeune joueur parmi les pionniers villeneuvois du « SAV XIII » et journaliste retraité, était historien du club jusqu'à son décès en 2015.
Dans les années 2010, le club parvient difficilement à boucler ses budgets. En septembre 2014, le tribunal de grande instance d'Agen prononce la liquidation judiciaire de Villeneuve XIII, dont la dette est estimée à 100 000 euros, que les dirigeants désirent combler en dix années en raison d'impayés auprès de l'Urssaf et de divers arriérés financiers. Par conséquent, le club met en avant de jeunes joueurs issus de sa formation à la place de joueurs étrangers. Lors de la saison 2014, le club atteint sous la houlette de l'entraîneur-joueur Rory Bromley la demi-finale du Championnat de France (battu par le futur champion Toulouse 30-14) après avoir écarté Avignon (29-18) et Limoux (28-21).

Ancien logo.

Lors de la saison 2016, le club est menacé de disparition en raison d'arriérés envers des créanciers. Il met en place un financement participatif et un appel aux dons, il obtient finalement l'homologation de son plan de redressement à la suite d'un délibéré du tribunal de grande d'instance d'Agen et valide sa présence en première division. Le club mise alors son renouveau par sa formation. L'équipe, entraînée par Mickaël Jatz, réalise une première phase de championnat de première division ponctuée uniquement de défaites (seize au total). Elle connaît plus de réussite en seconde phase avec deux victoires contre Toulouse Broncos lui permettant de disputer le premier tour de barrage des phases finales, toutefois elle s'incline 44-16 contre Saint-Estève XIII catalan. En Coupe de France le parcours du club s'achève en quart de finale contre Limoux, une défaite sur le score de 66 à 28.

## Palmarès
| Championnat de France | Coupe de France |
| --- | --- |
| - Champion (9) : 1935, 1959, 1964, 1980, 1996, 1999, 2001, 2002, et 2003. - Finaliste (11) : 1938, 1939, 1962, 1965, 1974, 1981, 1983, 1984, 1991, 1997 et 1998. | - Vainqueur (9) : 1937, 1958, 1964, 1979, 1984, 1999, 2000, 2002 et 2003 - Finaliste (7) : 1936, 1938, 1953, 1966, 1969, 1970 et 1972. |

## Joueurs emblématiques
- Guy Augey
- Bertrand Ballouhey
- Frédéric Banquet
- Jean Barrès
- Paul Bartoletti
- Sylvain Bès
- Jérôme Bisson
- Vea Bloomfield
- Angelo Boldini
- Pierre Brinsolles
- Maurice Brunetaud[4]
- Gaston Calixte
- Ernest Camo
- Laurent Carrasco
- André Carrère
- Max Chantal
- Olivier Charles
- Christian Clar
- Jean-Pierre Clar
- David Collado
- Gilles Cornut
- Étienne Cougnenc[4]
- Étienne Courtine
- Gérard Crémoux
- Jean Daffis
- Marcel Delhommeau
- David Despin
- Fabien Devecchi
- Jacques Dubon
- Henri Durand
- Pascal Eito
- Roger Estrada
- Jamal Fakir
- Philippe Fourquet
- Jean Foussat
- Laurent Frayssinous
- Jean Galia[4]
- Romain Gagliazzo
- Roger Garnung
- Gabriel Genoud
- Jacques Gruppi
- Raymond Gruppi
- Marius Guiral
- Henri Sanz
- Didier Hermet
- Jérôme Hermet
- Antoine Jimenez
- André Lacaze
- Bernard Lacombe
- Odé Lepes
- Georges Lhespitaou
- Christian Maccali
- Jean-Pierre Magagnin
- Robert Majorel
- Michel Mazaré
- Jacques Merquey
- Jean Panno
- Patrick Pedrazzani
- Daniel Pellerin
- Jean Planté
- Maurice Porra
- Antoine Puyuelo
- Jean-Luc Rabot
- Julien Rinaldi
- Joël Roosebrouck
- Max Rousié[4]
- Christian Sabatié
- Arty Shead
- Paul Sironen
- Romain Sort
- Ermes Tarozzi
- Yves Treilhes
- Grégory Tutard
- Patrick Wosniak
- Vincent Wulf
- Charles Zalduendo

### Note
Maurice Brunetaud et Henri Durand font partie du groupe des très rares joueurs français de rugby qui ont été internationaux avant et après la Seconde Guerre mondiale et l'interdiction du rugby à XIII par le régime de Vichy (oct. 1940 à sept.1944).

## Les entraîneurs
| - 1934-36: Jean Galia - 1937-40: R. Griffoul - 1940-45: Jean Barrès - Marcel Daffis - 1946-50: Raoul Manieu - 1950-53: Baptiste Carbo - 1956-57: Antoine Jimenez - 1957-58: Roger Estrada - 1958-62: Raoul Manieu - 1962-66: Jep Lacoste - 1967-68: Raoul Manieu - 1968-70: Ovide Nogaro - 1970-72: Michel Montclus - 1973-76: Jep Lacoste - 1976-78: Étienne Courtine - Ovide Nogaro - Jean-Pierre Clar - 1978-82: Raymond Gruppi | - 1982-84: Bertrand Ballouhey - Jacques Balleroy - 1985-86: Jacques Gruppi - 1988-89: Michel Mazaré - 1988-90: Serge Cuyas - Mark Wakefield - 1990-91: Mark Wakefield - 1991-92: Mark Wakefield - Antoine Lopès, - 1992-94: Antoine Lopès - 1994-95: K. Taylor - J.-P. Goguet - 1995-98: David Ellis - 1998-00: Grant Doorey - David Despin - 2001-03: Jean-Luc Albert - 2003-04: John Ackland (en) - David Despin - 2004-05: David Despin - Bertrand Planté, - 2005-06: Bertrand Planté - Patrick Hollevoet - 2006-07: Patrick Hollovoet - Vincent Wulf | - 2008-09: David Despin - Christophe Canal - 2009-10: Julien Rinaldi - 2010-11: David Despin - Antoine Lopez - 2017-18: David Ellis - 2018-18: Laurent Carrasco - 2018-19 : Julien Rinaldi - 2019-21: Fabien Devecchi - 2021-22 : Olivier Janzac - 2022-25 : Constant Villegas |

## Les Présidents
| - 1934-37: G. Bordeneuve, - 1937-41: Dr. L. Vinson, - 1941-45: G. Prady (USV.XV), - 1945-53: Drs. L. Vinson et P. Mourgues, - 1953-61: Me. J. Maury, - 1961-62: R. Bagilet, J. Bouyssonnie, - 1962-65: A. Escande, - 1965-73: G. Marès, - 1973-74: E. Benguigui, - 1974-78: Dr. F. Derieux, - 1978-88: Dr. F. Mourgues, - 1988-89: J. Dachary, - 1989-90: P. Conduché, C. Succarat, C. Amadieu, - 1990-92: M. Benet, |  | - 1992-93: C. Gabrielli, - 1993-94: Dr. M. Dupuet, - 1994-99: É. Courtine, G. Troupel, - 1999-00: G. Troupel, P. Soubiran, - 2000-03: P. Soubiran, - 2003-04: J. Lombard, - 2004-05: Dr. M. Pierre, - 2005-06: Dr. M. Pierre, F. Didier, J. Balleroy - 2006-07: F. Didier, J.-M. Barjou - 2007-09: E. Benguigui, - 2009-10: M. Thiolat, - 2016-2023 : P. Mauri , M. Jean-Pierre Sagnette, - 2023-2024 : P. Mauri, F. Kouassi, F. Lasvènes, F. Labeyrie - 2024- : P. Mauri, F. Kouassi, F. Labeyrie |

## Bilan du club toutes saisons et toutes compétitions confondues
| Année | Année                                              | Saison régulière                                                                 | Saison régulière                                                                 | Saison régulière                                                                 | Saison régulière                                                                 | Saison régulière                                                                 | Saison régulière                                                                 | Saison régulière                                                                 | Saison régulière                                                                 | Phase finale                                                                     | Phase finale                                                                     | Phase finale                                                                     | Phase finale                                                                     | Phase finale                                                                     | Phase finale                                                                     | Phase finale                                                                     | Coupe               |
| Année | Année                                              | Class.                                                                           | Points                                                                           | MJ                                                                               | V.                                                                               | N.                                                                               | D.                                                                               | Pp.                                                                              | Pc.                                                                              | Perf.                                                                            | MJ                                                                               | V.                                                                               | N.                                                                               | D.                                                                               | Pp.                                                                              | Pc.                                                                              | Performance         |
| Championnat de France de première division                                                                           | Championnat de France de première division         | Championnat de France de première division                                       | Championnat de France de première division                                       | Championnat de France de première division                                       | Championnat de France de première division                                       | Championnat de France de première division                                       | Championnat de France de première division                                       | Championnat de France de première division                                       | Championnat de France de première division                                       | Championnat de France de première division                                       | Championnat de France de première division                                       | Championnat de France de première division                                       | Championnat de France de première division                                       | Championnat de France de première division                                       | Championnat de France de première division                                       | Championnat de France de première division                                       | Coupe de France     |
| 1935 | 1935                                               | 1er                                                                              | 48                                                                               | 18                                                                               | 15                                                                               | 0                                                                                | 3                                                                                | ?                                                                                | ?                                                                                | pas de phase finale                                                              | pas de phase finale                                                              | pas de phase finale                                                              | pas de phase finale                                                              | pas de phase finale                                                              | pas de phase finale                                                              | pas de phase finale                                                              | Demi-finale         |
| Championnat de France de première division Poule A                                                                   | Championnat de France de première division Poule A | Championnat de France de première division Poule A                               | Championnat de France de première division Poule A                               | Championnat de France de première division Poule A                               | Championnat de France de première division Poule A                               | Championnat de France de première division Poule A                               | Championnat de France de première division Poule A                               | Championnat de France de première division Poule A                               | Championnat de France de première division Poule A                               | Championnat de France de première division Poule A                               | Championnat de France de première division Poule A                               | Championnat de France de première division Poule A                               | Championnat de France de première division Poule A                               | Championnat de France de première division Poule A                               | Championnat de France de première division Poule A                               | Championnat de France de première division Poule A                               | Coupe de France     |
| 1936 | 1936                                               | 2e                                                                               | 19                                                                               | 8                                                                                | 5                                                                                | 1                                                                                | 2                                                                                | ?                                                                                | ?                                                                                | Quart-de-finale                                                                  | 1                                                                                | 0                                                                                | 0                                                                                | 1                                                                                | 13                                                                               | 21                                                                               | Finaliste           |
| Championnat de France de première division                                                                           | Championnat de France de première division         | Championnat de France de première division                                       | Championnat de France de première division                                       | Championnat de France de première division                                       | Championnat de France de première division                                       | Championnat de France de première division                                       | Championnat de France de première division                                       | Championnat de France de première division                                       | Championnat de France de première division                                       | Championnat de France de première division                                       | Championnat de France de première division                                       | Championnat de France de première division                                       | Championnat de France de première division                                       | Championnat de France de première division                                       | Championnat de France de première division                                       | Championnat de France de première division                                       | Coupe de France     |
| 1937 | 1937                                               | 7e                                                                               | 33                                                                               | 17                                                                               | ?                                                                                | ?                                                                                | ?                                                                                | ?                                                                                | ?                                                                                | Non qualifié                                                                     | -                                                                                | -                                                                                | -                                                                                | -                                                                                | -                                                                                | -                                                                                | Vainqueur           |
| 1938 | 1938                                               | 5e                                                                               | 41                                                                               | 18                                                                               | 11                                                                               | 1                                                                                | 6                                                                                | 253                                                                              | 189                                                                              | Finaliste                                                                        | 3                                                                                | 2                                                                                | 0                                                                                | 1                                                                                | 23                                                                               | 17                                                                               | Finaliste           |
| 1939 | 1939                                               | 2e                                                                               | 58                                                                               | 24                                                                               | 17                                                                               | 0                                                                                | 7                                                                                | 425                                                                              | 303                                                                              | Finaliste                                                                        | 2                                                                                | 1                                                                                | 0                                                                                | 1                                                                                | 20                                                                               | 18                                                                               | Quart-de-finale     |
| 1940 | 1940                                               | ?                                                                                | ?                                                                                | ?                                                                                | ?                                                                                | ?                                                                                | ?                                                                                | ?                                                                                | ?                                                                                | Demi-finale                                                                      | 1                                                                                | 0                                                                                | 0                                                                                | 1                                                                                | 7                                                                                | 22                                                                               | Annulé              |
| 1941 à 1944 - Le Rugby à XIII est interdit fin octobre 1940 par le Gouvernement de Vichy et sa Révolution nationale. |                                                    |                                                                                  |                                                                                  |                                                                                  |                                                                                  |                                                                                  |                                                                                  |                                                                                  |                                                                                  |                                                                                  |                                                                                  |                                                                                  |                                                                                  |                                                                                  |                                                                                  |                                                                                  |                     |
| 1945 | 1945                                               | ?                                                                                |                                                                                  |                                                                                  |                                                                                  |                                                                                  |                                                                                  |                                                                                  |                                                                                  | Quart-de-finale                                                                  |                                                                                  |                                                                                  |                                                                                  |                                                                                  |                                                                                  |                                                                                  | Demi-finale         |
| 1946 | 1946                                               | ?                                                                                |                                                                                  |                                                                                  |                                                                                  |                                                                                  |                                                                                  |                                                                                  |                                                                                  | ?                                                                                |                                                                                  |                                                                                  |                                                                                  |                                                                                  |                                                                                  |                                                                                  | Demi-finale         |
| 1947 | 1947                                               | 9e                                                                               |                                                                                  |                                                                                  |                                                                                  |                                                                                  |                                                                                  |                                                                                  |                                                                                  | ?                                                                                |                                                                                  |                                                                                  |                                                                                  |                                                                                  |                                                                                  |                                                                                  | Huitième de finale  |
| 1948 | 1948                                               | 8e                                                                               |                                                                                  |                                                                                  |                                                                                  |                                                                                  |                                                                                  |                                                                                  |                                                                                  | ?                                                                                |                                                                                  |                                                                                  |                                                                                  |                                                                                  |                                                                                  |                                                                                  | Quart-de-finale     |
| 1949 | 1949                                               | 9e                                                                               |                                                                                  |                                                                                  |                                                                                  |                                                                                  |                                                                                  |                                                                                  |                                                                                  | ?                                                                                |                                                                                  |                                                                                  |                                                                                  |                                                                                  |                                                                                  |                                                                                  | Quart-de-finale     |
| 1950 | 1950                                               | 5e                                                                               |                                                                                  |                                                                                  |                                                                                  |                                                                                  |                                                                                  |                                                                                  |                                                                                  | ?                                                                                |                                                                                  |                                                                                  |                                                                                  |                                                                                  |                                                                                  |                                                                                  | Huitième de finale  |
| 1951 | 1951                                               | 5e                                                                               |                                                                                  |                                                                                  |                                                                                  |                                                                                  |                                                                                  |                                                                                  |                                                                                  | ?                                                                                |                                                                                  |                                                                                  |                                                                                  |                                                                                  |                                                                                  |                                                                                  | Huitième de finale  |
| 1952 | 1952                                               | 4e                                                                               |                                                                                  |                                                                                  |                                                                                  |                                                                                  |                                                                                  |                                                                                  |                                                                                  | Demi-finale                                                                      | 1                                                                                | 0                                                                                | 0                                                                                | 1                                                                                | 6                                                                                | 15                                                                               | Demi-finale         |
| 1953 | 1953                                               | 6e                                                                               |                                                                                  |                                                                                  |                                                                                  |                                                                                  |                                                                                  |                                                                                  |                                                                                  | ?                                                                                |                                                                                  |                                                                                  |                                                                                  |                                                                                  |                                                                                  |                                                                                  | Finaliste           |
| 1954 | 1954                                               | 4e                                                                               |                                                                                  |                                                                                  |                                                                                  |                                                                                  |                                                                                  |                                                                                  |                                                                                  | Demi-finale                                                                      | 1                                                                                | 0                                                                                | 0                                                                                | 1                                                                                | 2                                                                                | 5                                                                                | Huitième de finale  |
| 1955 | 1955                                               | 7e                                                                               |                                                                                  |                                                                                  |                                                                                  |                                                                                  |                                                                                  |                                                                                  |                                                                                  | ?                                                                                |                                                                                  |                                                                                  |                                                                                  |                                                                                  |                                                                                  |                                                                                  | Quart-de-finale     |
| 1956 | 1956                                               | 5e                                                                               |                                                                                  |                                                                                  |                                                                                  |                                                                                  |                                                                                  |                                                                                  |                                                                                  | ?                                                                                |                                                                                  |                                                                                  |                                                                                  |                                                                                  |                                                                                  |                                                                                  | Quart-de-finale     |
| 1957 | 1957                                               | 6e                                                                               |                                                                                  |                                                                                  |                                                                                  |                                                                                  |                                                                                  |                                                                                  |                                                                                  | Barrage                                                                          | 1                                                                                | 0                                                                                | 0                                                                                | 1                                                                                | 6                                                                                | 14                                                                               | Huitième de finale  |
| 1958 | 1958                                               | 4e                                                                               |                                                                                  |                                                                                  |                                                                                  |                                                                                  |                                                                                  |                                                                                  |                                                                                  | Demi-finale                                                                      | 1                                                                                | 0                                                                                | 0                                                                                | 1                                                                                | 4                                                                                | 7                                                                                | Vainqueur           |
| 1959 | 1959                                               | 1er                                                                              |                                                                                  |                                                                                  |                                                                                  |                                                                                  |                                                                                  |                                                                                  |                                                                                  | Champion                                                                         | ?                                                                                | ?                                                                                | ?                                                                                | ?                                                                                | ?                                                                                | ?                                                                                | Quart-de-finale     |
| 1960 | 1960                                               | 2e                                                                               |                                                                                  |                                                                                  |                                                                                  |                                                                                  |                                                                                  |                                                                                  |                                                                                  | Demi-finale                                                                      | 1                                                                                | 0                                                                                | 0                                                                                | 1                                                                                | 2                                                                                | 5                                                                                | Demi-finale         |
| 1961 | 1961                                               | 5e                                                                               |                                                                                  |                                                                                  |                                                                                  |                                                                                  |                                                                                  |                                                                                  |                                                                                  | Demi-finale                                                                      | 2                                                                                | 1                                                                                | 0                                                                                | 1                                                                                | 24                                                                               | 18                                                                               | Huitième de finale  |
| 1962 | 1962                                               | 7e                                                                               |                                                                                  |                                                                                  |                                                                                  |                                                                                  |                                                                                  |                                                                                  |                                                                                  | Finaliste                                                                        | ?                                                                                | ?                                                                                | ?                                                                                | ?                                                                                | ?                                                                                | ?                                                                                | 1/8 finale          |
| 1963 | 1963                                               | 5e                                                                               |                                                                                  |                                                                                  |                                                                                  |                                                                                  |                                                                                  |                                                                                  |                                                                                  | Quart-de-finale                                                                  | 2                                                                                | 1                                                                                | 0                                                                                | 1                                                                                | 30                                                                               | 23                                                                               | ?                   |
| 1964 | 1964                                               | 6e                                                                               |                                                                                  |                                                                                  |                                                                                  |                                                                                  |                                                                                  |                                                                                  |                                                                                  | Champion                                                                         | ?                                                                                | ?                                                                                | ?                                                                                | ?                                                                                | ?                                                                                | ?                                                                                | Vainqueur           |
| 1965 | 1965                                               | 2e                                                                               |                                                                                  |                                                                                  |                                                                                  |                                                                                  |                                                                                  |                                                                                  |                                                                                  | Finaliste                                                                        | ?                                                                                | ?                                                                                | ?                                                                                | ?                                                                                | ?                                                                                | ?                                                                                | Huitième de finale  |
| 1966 | 1966                                               | 4e                                                                               |                                                                                  |                                                                                  |                                                                                  |                                                                                  |                                                                                  |                                                                                  |                                                                                  | Barrage                                                                          | 1                                                                                | 0                                                                                | 0                                                                                | 1                                                                                | 6                                                                                | 16                                                                               | Finaliste           |
| 1967 | 1967                                               | 8e                                                                               |                                                                                  |                                                                                  |                                                                                  |                                                                                  |                                                                                  |                                                                                  |                                                                                  | Barrage                                                                          | 1                                                                                | 0                                                                                | 0                                                                                | 1                                                                                | 8                                                                                | 10                                                                               | Huitième de finale  |
| 1968 | 1968                                               | 9e                                                                               |                                                                                  |                                                                                  |                                                                                  |                                                                                  |                                                                                  |                                                                                  |                                                                                  | Quart-de-finale                                                                  | 2                                                                                | 1                                                                                | 0                                                                                | 1                                                                                | 29                                                                               | 18                                                                               | Demi-finale         |
| 1969 | 1969                                               | 8e                                                                               |                                                                                  |                                                                                  |                                                                                  |                                                                                  |                                                                                  |                                                                                  |                                                                                  | Quart-de-finale                                                                  | 2                                                                                | 1                                                                                | 0                                                                                | 1                                                                                |                                                                                  |                                                                                  | Finaliste           |
| 1970 | 1970                                               | 1er                                                                              |                                                                                  |                                                                                  |                                                                                  |                                                                                  |                                                                                  |                                                                                  |                                                                                  | Demi-finale                                                                      | 2                                                                                | 1                                                                                | 0                                                                                | 1                                                                                | 16                                                                               | 11                                                                               | Finaliste           |
| 1971 | 1971                                               | 4e                                                                               |                                                                                  |                                                                                  |                                                                                  |                                                                                  |                                                                                  |                                                                                  |                                                                                  | Quart-de-finale                                                                  | 1                                                                                | 0                                                                                | 0                                                                                | 1                                                                                | 16                                                                               | 20                                                                               | Huitième de finale  |
| 1972 | 1972                                               | 4e                                                                               |                                                                                  |                                                                                  |                                                                                  |                                                                                  |                                                                                  |                                                                                  |                                                                                  | Quart-de-finale                                                                  | 1                                                                                | 0                                                                                | 0                                                                                | 1                                                                                | 5                                                                                | 16                                                                               | Finaliste           |
| 1973 | 1973                                               | 4e                                                                               |                                                                                  |                                                                                  |                                                                                  |                                                                                  |                                                                                  |                                                                                  |                                                                                  | Demi-finale                                                                      | 2                                                                                | 1                                                                                | 0                                                                                | 1                                                                                | 29                                                                               | 12                                                                               | Quart-de-finale     |
| 1974 | 1974                                               | 4e                                                                               |                                                                                  |                                                                                  |                                                                                  |                                                                                  |                                                                                  |                                                                                  |                                                                                  | Finaliste                                                                        | ?                                                                                | ?                                                                                | ?                                                                                | ?                                                                                | ?                                                                                | ?                                                                                | Seizième de finale  |
| 1975 | 1975                                               | 2e                                                                               |                                                                                  |                                                                                  |                                                                                  |                                                                                  |                                                                                  |                                                                                  |                                                                                  | Demi-finale                                                                      | 2                                                                                | 1                                                                                | 0                                                                                | 1                                                                                | 17                                                                               | 20                                                                               | Huitième de finale  |
| 1976 | 1976                                               | 5e                                                                               |                                                                                  |                                                                                  |                                                                                  |                                                                                  |                                                                                  |                                                                                  |                                                                                  | Demi-finale                                                                      | 3                                                                                | 2                                                                                | 0                                                                                | 1                                                                                | 41                                                                               | 25                                                                               | ?                   |
| 1977 | 1977                                               | 4e                                                                               |                                                                                  |                                                                                  |                                                                                  |                                                                                  |                                                                                  |                                                                                  |                                                                                  | Quart-de-finale                                                                  | 1                                                                                | 0                                                                                | 0                                                                                | 1                                                                                | 4                                                                                | 8                                                                                | Quart-de-finale     |
| 1978 | 1978                                               | 12e                                                                              |                                                                                  |                                                                                  |                                                                                  |                                                                                  |                                                                                  |                                                                                  |                                                                                  | ?                                                                                |                                                                                  |                                                                                  |                                                                                  |                                                                                  |                                                                                  |                                                                                  | Huitième de finale  |
| 1979 | 1979                                               | 6e                                                                               |                                                                                  |                                                                                  |                                                                                  |                                                                                  |                                                                                  |                                                                                  |                                                                                  | Quart-de-finale                                                                  | 1                                                                                | 0                                                                                | 0                                                                                | 1                                                                                | 8                                                                                | 10                                                                               | Vainqueur           |
| 1980 | 1980                                               | 4e                                                                               |                                                                                  |                                                                                  |                                                                                  |                                                                                  |                                                                                  |                                                                                  |                                                                                  | Champion                                                                         | ?                                                                                | ?                                                                                | ?                                                                                | ?                                                                                | ?                                                                                | ?                                                                                | Demi-finale         |
| 1981 | 1981                                               | 4e                                                                               | 60                                                                               | 26                                                                               |                                                                                  |                                                                                  |                                                                                  |                                                                                  |                                                                                  | Finaliste                                                                        | 2                                                                                | 2                                                                                | 0                                                                                | 0                                                                                | 34                                                                               | 16                                                                               | Huitième-de-finale  |
| 1982 | 1982                                               | 10e                                                                              | 48                                                                               | 26                                                                               |                                                                                  |                                                                                  |                                                                                  |                                                                                  |                                                                                  | Non qualifié                                                                     | -                                                                                | -                                                                                | -                                                                                | -                                                                                | -                                                                                | -                                                                                | Exclu               |
| 1983 | 1983                                               | 3e                                                                               | 62                                                                               | 26                                                                               |                                                                                  |                                                                                  |                                                                                  |                                                                                  |                                                                                  | Finaliste                                                                        | 3                                                                                | 2                                                                                | 0                                                                                | 1                                                                                | 44                                                                               | 27                                                                               | Huitième-de-finale  |
| 1984 | 1984                                               | 2e                                                                               | 64                                                                               | 26                                                                               |                                                                                  |                                                                                  |                                                                                  |                                                                                  |                                                                                  | Finaliste                                                                        | 2                                                                                | 1                                                                                | 0                                                                                | 1                                                                                | 23                                                                               | 38                                                                               | Vainqueur           |
| 1985 | 1985                                               | 12e                                                                              | 44                                                                               | 26                                                                               |                                                                                  |                                                                                  |                                                                                  |                                                                                  |                                                                                  | Non qualifié                                                                     | -                                                                                | -                                                                                | -                                                                                | -                                                                                | -                                                                                | -                                                                                | Demi-finale         |
| 1986 | 1986                                               | 5e                                                                               | 27                                                                               |                                                                                  |                                                                                  |                                                                                  |                                                                                  |                                                                                  |                                                                                  | Demi-finale                                                                      | 2                                                                                | 1                                                                                | 0                                                                                | 1                                                                                | 19                                                                               | 35                                                                               | Quart-de-finale     |
| 1987 | 1987                                               | 1er                                                                              | 53                                                                               | 22                                                                               |                                                                                  |                                                                                  |                                                                                  |                                                                                  |                                                                                  | Demi-finale                                                                      | 2                                                                                | 1                                                                                | 0                                                                                | 1                                                                                | 10                                                                               | 22                                                                               | Huitième de finale  |
| 1988 | 1988                                               | 9e                                                                               | 38                                                                               | 22                                                                               |                                                                                  |                                                                                  |                                                                                  |                                                                                  |                                                                                  | Non qualifié                                                                     | -                                                                                | -                                                                                | -                                                                                | -                                                                                | -                                                                                | -                                                                                | Quart-de-finale     |
| 1989 | 1989                                               | 8e                                                                               | 43                                                                               | 22                                                                               |                                                                                  |                                                                                  |                                                                                  |                                                                                  |                                                                                  | Quart-de-finale                                                                  | 1                                                                                | 0                                                                                | 0                                                                                | 1                                                                                | 0                                                                                | 31                                                                               | Huitième de finale  |
| 1990 | 1990                                               | 7e                                                                               | 44                                                                               | 22                                                                               |                                                                                  |                                                                                  |                                                                                  |                                                                                  |                                                                                  | Quart-de-finale                                                                  | 1                                                                                | 0                                                                                | 0                                                                                | 1                                                                                | 5                                                                                | 15                                                                               | Quart-de-finale     |
| 1991 | 1991                                               | 4e                                                                               | 28                                                                               | 14                                                                               |                                                                                  |                                                                                  |                                                                                  |                                                                                  |                                                                                  | Finaliste                                                                        | 3                                                                                | 2                                                                                | 0                                                                                | 1                                                                                | 64                                                                               | 46                                                                               | Demi-finale         |
| 1992 | 1992                                               | 1er                                                                              | 52                                                                               |                                                                                  |                                                                                  |                                                                                  |                                                                                  |                                                                                  |                                                                                  | Demi-finale                                                                      | 2                                                                                | 1                                                                                | 0                                                                                | 1                                                                                | 52                                                                               | 68                                                                               | ?                   |
| 1993 | 1993                                               | 6e                                                                               | 44                                                                               | 22                                                                               |                                                                                  |                                                                                  |                                                                                  |                                                                                  |                                                                                  | Barrage                                                                          | 1                                                                                | 0                                                                                | 0                                                                                | 1                                                                                | 12                                                                               | 22                                                                               | Quart-de-finale     |
| 1994 | 1994                                               | ?                                                                                |                                                                                  |                                                                                  |                                                                                  |                                                                                  |                                                                                  |                                                                                  |                                                                                  | ?                                                                                |                                                                                  |                                                                                  |                                                                                  |                                                                                  |                                                                                  |                                                                                  | Huitième de finale  |
| 1995 | 1995                                               | ?                                                                                |                                                                                  |                                                                                  |                                                                                  |                                                                                  |                                                                                  |                                                                                  |                                                                                  | ?                                                                                |                                                                                  |                                                                                  |                                                                                  |                                                                                  |                                                                                  |                                                                                  | Quart-de-finale     |
| 1996 | 1996                                               | ?                                                                                |                                                                                  |                                                                                  |                                                                                  |                                                                                  |                                                                                  |                                                                                  |                                                                                  | Champion                                                                         | ?                                                                                | ?                                                                                | ?                                                                                | ?                                                                                | ?                                                                                | ?                                                                                | ?                   |
| 1997 | 1997                                               | 1er                                                                              | 40                                                                               | 14                                                                               | 13                                                                               | 0                                                                                | 3                                                                                | ?                                                                                | ?                                                                                | Finaliste                                                                        | ?                                                                                | ?                                                                                | ?                                                                                | ?                                                                                | ?                                                                                | ?                                                                                | ?                   |
| 1998 | 1998                                               | 1er                                                                              | 60                                                                               | 22                                                                               | 19                                                                               | 0                                                                                | 3                                                                                | ?                                                                                | ?                                                                                | Finaliste                                                                        | 5                                                                                | 3                                                                                | 0                                                                                | 2                                                                                | 138                                                                              | 112                                                                              | Demi-finale         |
| 1999 | 1999                                               | 1er                                                                              | 56                                                                               | 22                                                                               | 16                                                                               | 2                                                                                | 4                                                                                | ?                                                                                | ?                                                                                | Champion                                                                         | 3                                                                                | 3                                                                                | 0                                                                                | 0                                                                                | 98                                                                               | 66                                                                               | Vainqueur           |
| 2000 | 2000                                               | 1er                                                                              | 58                                                                               | ?                                                                                | ?                                                                                | ?                                                                                | ?                                                                                | ?                                                                                | ?                                                                                | Quart-de-finale                                                                  | 1                                                                                | 0                                                                                | 0                                                                                | 1                                                                                | 8                                                                                | 16                                                                               | Vainqueur           |
| 2001 | 2001                                               | 1er                                                                              | 62                                                                               | ?                                                                                | ?                                                                                | ?                                                                                | ?                                                                                | ?                                                                                | ?                                                                                | Champion                                                                         | 3                                                                                | 3                                                                                | 0                                                                                | 0                                                                                | 102                                                                              | 60                                                                               | 1/4 finale          |
| 2002 | 2002                                               | 2e                                                                               | 51                                                                               | 20                                                                               | 15                                                                               | 1                                                                                | 4                                                                                |                                                                                  |                                                                                  | Champion                                                                         | 5                                                                                | 5                                                                                | 0                                                                                | 0                                                                                | 131                                                                              | 57                                                                               | Vainqueur           |
| 2003 | 2003                                               | 1er                                                                              | 53                                                                               | ?                                                                                | ?                                                                                | ?                                                                                | ?                                                                                | ?                                                                                | ?                                                                                | Champion                                                                         | ?                                                                                | ?                                                                                | ?                                                                                | ?                                                                                | ?                                                                                | ?                                                                                | Vainqueur           |
| 2004 | 2004                                               | 7e                                                                               | 32                                                                               | 18                                                                               |                                                                                  |                                                                                  |                                                                                  |                                                                                  |                                                                                  | Quart-de-finale                                                                  |                                                                                  |                                                                                  |                                                                                  |                                                                                  |                                                                                  |                                                                                  | 1/8 finale          |
| 2005 | 2005                                               | 6e                                                                               | 36                                                                               | 18                                                                               | 9                                                                                | 1                                                                                | 8                                                                                | 339                                                                              | 452                                                                              | Barrage                                                                          |                                                                                  |                                                                                  |                                                                                  |                                                                                  |                                                                                  |                                                                                  | 1/4 finale          |
| 2006 | 2006                                               | 7e                                                                               | 40                                                                               | 20                                                                               | 10                                                                               | 0                                                                                | 10                                                                               | 618                                                                              | 427                                                                              | Demi-finale                                                                      | 3                                                                                | 1                                                                                | 0                                                                                | 2                                                                                | 59                                                                               | 89                                                                               | ?                   |
| 2007 | 2007                                               | 8e                                                                               | 37                                                                               | 20                                                                               | 8                                                                                | 1                                                                                | 11                                                                               | 480                                                                              | 477                                                                              | 1er tour                                                                         | 1                                                                                | 0                                                                                | 0                                                                                | 1                                                                                | 11                                                                               | 32                                                                               | Quart de finale     |
| 2008 | 2008                                               | 11e                                                                              | 27                                                                               | 20                                                                               | 5                                                                                | 0                                                                                | 15                                                                               | 309                                                                              | 568                                                                              | Non qualifié                                                                     | -                                                                                | -                                                                                | -                                                                                | -                                                                                | -                                                                                | -                                                                                | Huitième de finale  |
| 2009 | 2009                                               | 6e                                                                               | 40                                                                               | 20                                                                               | 10                                                                               | 0                                                                                | 10                                                                               | 495                                                                              | 515                                                                              | Non qualifié                                                                     | -                                                                                | -                                                                                | -                                                                                | -                                                                                | -                                                                                | -                                                                                | Quart de finale     |
| 2010 | 2010                                               | 7e                                                                               | 29                                                                               | 16                                                                               | 6                                                                                | 1                                                                                | 9                                                                                | 372                                                                              | 446                                                                              | Non qualifié                                                                     | -                                                                                | -                                                                                | -                                                                                | -                                                                                | -                                                                                | -                                                                                | Quart de finale     |
| 2011 | 2011                                               | 4e                                                                               | 42                                                                               | 20                                                                               | 11                                                                               | 0                                                                                | 9                                                                                | 536                                                                              | 527                                                                              | 2e tour                                                                          | 2                                                                                | 1                                                                                | 0                                                                                | 1                                                                                | 60                                                                               | 70                                                                               | Huitième de finale  |
| 2012 | 2012                                               | 7e                                                                               | 30                                                                               | 18                                                                               | 6                                                                                | 0                                                                                | 12                                                                               | 369                                                                              | 443                                                                              | Non qualifié                                                                     | -                                                                                | -                                                                                | -                                                                                | -                                                                                | -                                                                                | -                                                                                | Quart de finale     |
| 2013 | 2013                                               | 7e                                                                               | 29                                                                               | 17                                                                               | 6                                                                                | 0                                                                                | 11                                                                               | 345                                                                              | 472                                                                              | Non qualifié                                                                     | -                                                                                | -                                                                                | -                                                                                | -                                                                                | -                                                                                | -                                                                                | Huitième de finale  |
| 2014 | 2014                                               | 5e                                                                               | 25                                                                               | 20                                                                               | 11                                                                               | 1                                                                                | 8                                                                                | 567                                                                              | 421                                                                              | Demi-finale                                                                      | 3                                                                                | 2                                                                                | 0                                                                                | 1                                                                                | 71                                                                               | 69                                                                               | Huitième de finale  |
| 2015 | 2015                                               | 6e                                                                               | 38                                                                               | 20                                                                               | 10                                                                               | 2                                                                                | 8                                                                                | 446                                                                              | 495                                                                              | 1er tour                                                                         | 1                                                                                | 0                                                                                | 0                                                                                | 1                                                                                | 16                                                                               | 27                                                                               | Quart de finale     |
| 2016 | 2016                                               | 9e                                                                               | 14                                                                               | 20                                                                               | 2                                                                                | 0                                                                                | 18                                                                               | 367                                                                              | 711                                                                              | 1er tour                                                                         | 1                                                                                | 0                                                                                | 0                                                                                | 1                                                                                | 16                                                                               | 44                                                                               | Quart de finale     |
| 2017 | 2017                                               | 8e                                                                               | 22                                                                               | 20                                                                               | 5                                                                                | 0                                                                                | 15                                                                               | 372                                                                              | 534                                                                              | Non qualifié                                                                     | -                                                                                | -                                                                                | -                                                                                | -                                                                                | -                                                                                | -                                                                                | Quart de finale     |
| 2018 | 2018                                               | 9e                                                                               | 24                                                                               | 19                                                                               | 7                                                                                | 0                                                                                | 12                                                                               | 254                                                                              | 575                                                                              | Non qualifié                                                                     | -                                                                                | -                                                                                | -                                                                                | -                                                                                | -                                                                                | -                                                                                | Seizièmes de finale |
| 2019 | 2019                                               | 6e                                                                               | 36                                                                               | 19                                                                               | 10                                                                               | 0                                                                                | 8                                                                                | 472                                                                              | 442                                                                              | 1er tour                                                                         | 1                                                                                | 0                                                                                | 0                                                                                | 1                                                                                | 20                                                                               | 35                                                                               | Huitième de finale  |
| 2020 | 2020                                               | Éditions annulées et titres non décernés en raison de la pandémie de coronavirus | Éditions annulées et titres non décernés en raison de la pandémie de coronavirus | Éditions annulées et titres non décernés en raison de la pandémie de coronavirus | Éditions annulées et titres non décernés en raison de la pandémie de coronavirus | Éditions annulées et titres non décernés en raison de la pandémie de coronavirus | Éditions annulées et titres non décernés en raison de la pandémie de coronavirus | Éditions annulées et titres non décernés en raison de la pandémie de coronavirus | Éditions annulées et titres non décernés en raison de la pandémie de coronavirus | Éditions annulées et titres non décernés en raison de la pandémie de coronavirus | Éditions annulées et titres non décernés en raison de la pandémie de coronavirus | Éditions annulées et titres non décernés en raison de la pandémie de coronavirus | Éditions annulées et titres non décernés en raison de la pandémie de coronavirus | Éditions annulées et titres non décernés en raison de la pandémie de coronavirus | Éditions annulées et titres non décernés en raison de la pandémie de coronavirus | Éditions annulées et titres non décernés en raison de la pandémie de coronavirus | Seizième de finale  |
| 2021 | 2021                                               | 6e                                                                               | 35                                                                               | 18                                                                               | 11                                                                               | 0                                                                                | 7                                                                                | 473                                                                              | 405                                                                              | Barrage                                                                          | 1                                                                                | 0                                                                                | 0                                                                                | 1                                                                                | 24                                                                               | 43                                                                               | Annulé              |
| 2022 | 2022                                               | 7e                                                                               | 22                                                                               | 16                                                                               | 6                                                                                | 0                                                                                | 10                                                                               | 296                                                                              | 442                                                                              | Non qualifié                                                                     | -                                                                                | -                                                                                | -                                                                                | -                                                                                | -                                                                                | -                                                                                | Annulé              |
| 2023 | 2023                                               | 10e                                                                              | 10                                                                               | 18                                                                               | 3                                                                                | 0                                                                                | 15                                                                               | 281                                                                              | 680                                                                              | Non qualifié                                                                     | -                                                                                | -                                                                                | -                                                                                | -                                                                                | -                                                                                | -                                                                                | Huitième de finale  |
| 2024 | 2024                                               | 9e                                                                               | 14                                                                               | 18                                                                               | 2                                                                                | 0                                                                                | 16                                                                               | 289                                                                              | 541                                                                              | Non qualifié                                                                     | -                                                                                | -                                                                                | -                                                                                | -                                                                                | -                                                                                | -                                                                                | Quart-de-finale     |
| 2025 | 2025                                               | 6e                                                                               | 37                                                                               | 20                                                                               | 10                                                                               | 0                                                                                | 10                                                                               | 404                                                                              | 382                                                                              | Demi-finale                                                                      | 2                                                                                | 1                                                                                | 0                                                                                | 1                                                                                | 40                                                                               | 23                                                                               | Quart-de-finale     |

## Annexe